# Aeródromo de Sariñena
La población de Sariñena tuvo un papel estratégico importante durante la guerra civil española ya que a parte de ser un destacado núcleo de comunicaciones y centro neurálgico de las operaciones republicanas en Aragón, albergó también el campo de aviación más importante de todo el frente de Aragón.

## Historia
En las primeras semanas de conflicto, con las tropas republicanas avanzando por Aragón y una vez establecidos los frentes de guerra, el alto mando republicano sintió la necesidad de establecer diferentes campos de aviación que estuvieran cercanos a las zonas de combate. Con esta misión salió de Lérida el 1 de agosto una avioneta de reconocimiento De Havilland 87 “Hornet Moth” pilotada por Francisco Pérez Mur junto con el comandante Alfonso de los Reyes, jefe de las operaciones aéreas en el frente de Aragón, quien eligió un terreno extenso y llano junto a la carretera de Sariñena a Albalatillo, estableciendo el que sería conocido como el campo de aviación de Sariñena, el aeródromo más importante del frente de Aragón.
Las obras de acondicionamiento del campo empezaron el día 2 de agosto, así como el traslado del personal de aviación del aeródromo de Lérida, llegando al mismo los primeros aviones: dos Nieuport-52, pilotados por los sargentos Jesús García Herguido, apodado el “Diablo Rojo” y Jaime Buyé; y tres aviones Breguet XIX, llegando en uno de ellos el comandante Alfonso de los Reyes, quien se haría cargo del mando del aeródromo.
El aeródromo se encontraba situado a unos 4 km al sur de Sariñena y a menos de 1 km del pueblo de Albalatillo junto a la carretera que unía las dos localidades y que precisamente servía para delimitar la pista de vuelo, con la zona para el personal y sus infraestructuras a un lado y los aviones en el otro. Cabe destacar que la actividad en el campo fue incesante desde el primer día, realizando los aviones varias salidas diarias en diferentes misiones y sumándose en los días posteriores más aviones. Los aviones que se incorporaron al aeródromo de Sariñena llegaron principalmente desde El Prat de Llobregat y Lérida, siendo algunos de ellos aparatos civiles que se adaptarían para convertirlos en aparatos militares, así como también se unirían diferentes avionetas civiles que serían utilizadas en misiones de reconocimiento y de enlace. Todos estos aparatos formarían la que se conocería como escuadrilla Alas Rojas, debido a que cada avión sería pintado con una franja roja alrededor del fuselaje y en los extremos de las alas como modo de distinción para su reconocimiento desde tierra.